# Coeliccia resecta
Coeliccia resecta – gatunek ważki z rodziny pióronogowatych (Platycnemididae).